# Eternal Kingdom
Eternal Kingdom è il quinto album in studio della band post-core svedese Cult of Luna, pubblicato il 16 giugno 2008 in Europa.

## Tracce
1. Owlwood – 7:39
2. Eternal Kingdom – 6:41
3. Ghost Trail – 11:50
4. The Lure (Interlude) – 2:33
5. Mire Deep – 5:10
6. The Great Migration – 6:32
7. Österbotten – 2:19
8. Curse – 6:30
9. Ugín – 2:44
10. Following Betulas – 8:56

## Formazione[1]
- Thomas Hedlund — batteria e percussioni
- Andreas Johansson — basso
- Fredrik Kihlberg — chitarra e voce
- Magnus Lindberg — batteria e registrazione
- Erik Olofsson — chitarra e grafica
- Johannes Persson — chitarra, voce e testi
- Klas Rydberg — voce
- Anders Teglund — tastiera, synth e mixaggio in "Österbotten"